# Midas (Shelley)
Pour les articles homonymes, voir Midas (homonymie).
Midas est un drame en vers blanc, écrit par Percy Shelley et son épouse Mary Shelley. Il a été publié longtemps après leur mort, en 1922.